# The Wall (groupe anglais)
Pour les articles homonymes, voir The Wall (homonymie).
The Wall est un groupe de punk rock britannique, originaire de Sunderland, dans le Nord-est de l'Angleterre. Il est formé en 1978, et actif jusqu'en 1982. Il compte plusieurs disques chez Small Wonder Records, Fresh Records, No Future Records, et même Polydor Records. Il compte parmi ses membres Ian Lowery (en) (qui part à la fin de 1980 pour fonder Ski Patrol (en) et ensuite The Folk Devils, The Ian Lowery Group, King Blank), ainsi que Andy Griffiths, Baz, Claire Bidwell (ancienne de The Passions), Heed (Andy Forbes), Rab Fae Beith (aussi dans The Pack, UK Subs).

## Biographie
Formé au début de 1978, le groupe comprend à ses débuts Ian Lowery (chant), Andy Griffiths (basse, chant), John Hammond (guitare solo, chant), et Bruce Archibald (batterie) ; cette première formation enregistre le single New Way, publiée en avril 1979,. Régulièrement joué par le disc jockey John Peel de la BBC Radio 1, le single se vend à plus de 10 000 exemplaires. Ce succès mène Lowery et Griffiths à se relocaliser à Londres, sans Hammond et Archibald qui seront remplacés par Nick Ward à la guitare, et Rab Fae Beith, ancien batteur, avec Patrik Fitzgerald (avec qui tournera The Wall) et The Pack.
Après avoir rencontré Paul Cook et Steve Jones, les deux anciens Sex Pistols décident de travailler avec le groupe, et produisent ensemble un nouveau single, Kiss the Mirror / Exchange, The Wall devenant ainsi le premier groupe punk à être produit par un ex-membre des Pistol. Rab devient l'agent artistique du groupe ; leur label Small Wonder Records ayant cessé ses activités, Rab obtient un contrat avec Fresh Records, et le groupe part en studio pour enregistre le prochain single, Ghetto. À l'origine enregistré avec Lowery au chant, le single est rénregistré avec Ivan Kelly (ex-Ruefrex). Lowery décide que Ward doit être remplacé, mais le reste du groupe est en désaccord, préférant laisser partir Lowery. Lowery formera Ski Patrol (avec Archibald) et The Folk Devils, en parallèle à une carrière solo. Il meurt en 2001. L'ancien guitariste des Straps, Andy Forbes, est ajouté au groupe après le départ de Lowery.
Leur premier album, Personal Troubles and Public Issues, est publié à la fin 1980. Saoul, Kelly s'attaquera à un vieil homme dans les rues de Londres, et sera jeté du groupe, et remplacé par Griffiths au chant. Le groupe participera à la tournée nationale Go For It des Stiff Little Fingers, un grand succès, et enregistre l'EP Remembrance en parallèle aux dates,. À leur retour de tournée, Claire Bidwell des Passions se joint à la basse, laissant Griffiths la liberté de se consacrer au chant. Le deuxième album du groupe, Dirges and Anthems, est publié en avril 1982, au label Polydor Records. Polydor insiste sur le fait qu'Epitaph soit publié comme single, mais il est surpassé en matière de ventes par l'EP Hobby for a Day distribué par le label Fresh Records peu avant ; le groupe est renvoyé de Polydor. The Wall est réduit à un duo avec Beith et Griffiths, qui publiera l'EP Day Tripper à la fin 1982, avant de se séparer pour de bon.
En août 2007, le groupe se réunit pour participer au Blackpool Rebellion. Il fait participer Andy Griffiths (chant), Nick Ward (guitare), Al Gregg (guitare, basse), Andrew Forbes (guitare), John Hammond (guitare), Claire Bidwell (basse) et Mark Dyvig (batterie). Leur premier album, Personal Troubles and Public Issues, est réédité pour la première fois au label Westworld Recordings le 13 mai 2016.

## Discographie

### Albums studio
- 1980 : Personal Troubles and Public Issues (33 tours, Fresh Records)
- 1982 : Dirges and Anthems (33 tours, Polydor)

### Singles
- 1979 : Exchange (Small Wonder Records)
- 1979 : New Way (Small Wonder Records)
- 1980 : Ghetto (Small Wonder Records)
- 1981 : Hobby for a Day (Fresh Records)
- 1981 : Epitaph (Polydor)
- 1981 : Remembrance (Polydor)
- 1982 : Day Tripper (No Future Records)

### EP
- 1982 : Day Tripper (No Future Records)

### Compilations
- 1981 : A Fresh Selection (33 tours, Fresh Records)
- 1982 : Punk and Disorderly (Anagram Records, Sounds Interesting Records)
- 1991 : The Indie Scene 79 (Connoisseur Collection)
- 1994 : Punk and Disorderly - Further Charges (Anagram Records)
- 1994 : Small Wonder - The Punk Singles Collection (Anagram Records)
- 2001 : Punk Archives - 25 Punk Singles (Jungle Records)
- 2003 : Punk and Disorderly (2xCD, Cleopatra Records)
- 2005 : God Save this Box (10xCD, Membran Music Ltd.)